# Elvira Nabiullina
Elvira Sakhipzadovna Nabiullina (em russo: Эльвира Сахипзадовна Набиуллина; em tártaro: Эльвира Сәхипзадә кыҙы Нәбиуллина; em bashkir: Эльвира Сәхипзада ҡыҙы Нәбиуллина),(Ufa, 29 de outubro de 1963) é uma economista russa e atual governadora do Banco Central da Rússia.
Ela foi conselheira econômica do presidente Vladimir Putin de maio de 2012 a junho de 2013, após servir como ministra do desenvolvimento econômico de setembro de 2007 a maio de 2012. Em 2019, ela foi listada como a 53ª mulher mais poderosa do mundo pela Forbes.

## Biografia
Nabiullina nasceu em Ufá, República Socialista Soviética Autônoma do Bascortostão, em 29 de outubro de 1963, em uma família tártara. Seu pai, Sakhipzada Saitzadayevich, era motorista, enquanto sua mãe, Zuleikha Khamatnurovna, era gerente de uma fábrica.
Ela demonstrou interesse pela economia desde cedo e formou-se na Escola Nº 31 de Ufa. Posteriormente, ingressou na Faculdade de Economia da Universidade Estatal de Moscou. Além disso, participou do programa Yale World Fellows em 2007.

### Carreira
Entre 1991 e 1994, ela trabalhou na União de Ciência e Indústria da URSS e na União de Industrialistas e Empreendedores da Rússia. Em 1994, ingressou no Ministério do Desenvolvimento Econômico e Comércio, onde ascendeu ao cargo de vice-ministra em 1997. Durante esse período, ela desempenhou um papel fundamental na formulação de políticas e na promoção de reformas econômicas.
Em 1998 e 1999, exerceu a função de CEO do Sberbank, uma das maiores instituições financeiras da Rússia. Além disso, colaborou com o Centro de Desenvolvimento Estratégico, liderado pelo ex-ministro do Desenvolvimento Econômico e Comércio, Herman Gref. 
Em 2007, o presidente russo, Vladimir Putin, a nomeou ministra do desenvolvimento econômico e comércio, cargo que ocupou até 2012. Durante seu mandato, ela enfrentou desafios econômicos e promoveu políticas para estimular o crescimento e a estabilidade financeira.
Após a saída do cargo de ministra, Nabiullina virou conselheira de Putin, até virar presidente do Banco Central, em 2013. Em 2017, Nabiullina foi eleita a presidente de banco central do ano, na Europa, pela revista britânica The Banker.